# Sterna aurantia
La sterna indiana di fiume (Sterna aurantia, J.E. Gray, 1831), è un uccello della sottofamiglia Sterninae nella famiglia Laridae.

## Tassonomia
È una specie monotipica.

## Descrizione
La sterna Indiana di fiume, a differenza della maggior parte delle sterne, ha un piumaggio grigio scuro sulle ali e sul dorso; sulla testa ha una macchia di piume nere che arriva sino alla nuca; inoltre le ali hanno la parte terminale bianca con una macchia nera in punta.
Il collo e il ventre son bianchi; ha la coda bianca con la base grigia.
Il becco è di un giallo brillante mentre le zampe palmate sono rosse.

## Distribuzione e habitat
Vive nella parte centro orientale dell'Asia, dal Pakistan alla Cina, e in India e in Indocina. Frequenta diversi tipi di habitat, da ambienti marini ad ambienti umidi dell'entroterra, ma soprattutto vive presso i fiumi da cui prende il nome.